# CPVirtual
.A CPVirtual é uma empresa virtual portuguesa, que se dedica à produção de conteúdos para simuladores ferroviários.

## Caracterização

### Actividades
A CPVirtual foi criada a 9 de Novembro de 2001, com o objectivo de criar conteúdos (material circulante, objectos de cenário, actividades, cenários, entre outros) para simuladores ferroviários, baseados na realidade portuguesa.
Os produtos da CPVirtual são distribuídos, gratuitamente, na página oficial, encontrando-se protegidos por uma licença Creative Commons.
Em Fevereiro de 2010, a CPVirtual apoiou a Fundação Museu Nacional Ferroviário Armando Ginestal Machado, na instalação de um simulador ferroviário nas instalações do Museu Nacional Ferroviário.